# 棣慕华凤仙花
棣慕華鳳仙花（學名：Impatiens devolii）是凤仙花科凤仙花属的植物，是台灣的特有植物，分布于海拔2,000米至2,100米的林蔭下。